# Parawixia divisoria
Parawixia divisoria är en spindelart som beskrevs av Levi 1992. Parawixia divisoria ingår i släktet Parawixia och familjen hjulspindlar. Inga underarter finns listade i Catalogue of Life.